# Saint-Baudille-et-Pipet
Saint-Baudille-et-Pipet är en kommun i departementet Isère i regionen Auvergne-Rhône-Alpes i sydöstra Frankrike. Kommunen ligger i kantonen Mens som tillhör arrondissementet Grenoble. År 2022 hade Saint-Baudille-et-Pipet 258 invånare.

## Befolkningsutveckling
Antalet invånare i kommunen Saint-Baudille-et-Pipet
Referens:INSEE